# Клагенфурт (хокейний клуб)
Клагенфурт (повна назва нім. Klagenfurter Athletiksport Club) — хокейний клуб з міста Клагенфурт, Австрія. Заснований у 1909 році. Виступає у чемпіонаті Австрійської хокейної ліги. Домашні ігри команда проводить на «Штадтгалле» (5,088). Офіційні кольори клубу червоний та білий.

## Історія
Клуб заснований 18 вересня 1909 року.
З сезону 1923/24 команда стає учасником хокейної лігі Австрії. 
У сезоні 1933/34 «Клагенфурт» виграв свій перший чемпіонат, прервав гегемонію віденських клубів, насамперед Вінер ЕВ. В наступному сезоні провінційний клуб здобув другу перемогу в чемпіонаті Австрії. Друга світова війна перервала поступ молодого клубу, під час війни загинули 5 гравців основного складу. 
У 1947 році команда потрапила у аварію, коли поверталась з матчу в Інсбруку, про це згодом писав репортер ORF Еді Фінгер.  
Між 1952 і 1960 роках «Клагенфурту» вдалося тричі виграти титул ліги, гегемоном австрійського чемпіонату  в ті роки був Інсбрук. 
Кілька разів в ті роки, були м'які зими. Ігри іноді грали пізно вночі, коли температура нижче нуля, це гарантувало відкритій арені твердий шар льоду, але 22 листопада 1959 року була відкрита арена зі штучним льодом «Штадтгалле». Той сезон став поворотним пунктом в історії клубу: Том Лемон, Георг Едвардс та Десмонд-Старший, перші легіонери в команді, саме вони заклали основу для переможної серії в шістдесяті роки. 
Ренке Еггер зайняв пост тренера на початку 60-х років. При ньому почалось становлення таких гравців як, Зепп Пушинг, Герд Шагер, Герхард «Флері» Фелфегніг, Вальтер Поссагніг та Антон Кенда. Захист цементував Карл Прегль, який також грав за збірну Австрії. Відома трійка нападників того часу: Дітер Кальт - Пушінг - Ромаух. Два легіонери Адельберт Сент Джон і Адольф «Едді» Тамбелліні також, внесли свій внесок в успіх команди в цей час.
З 1964 по 1980 роки панування «Клагенфурту» в Австрійській хокейній лізі (стає 15 разів чемпіоном країни). Єдиним конкурентом в цей період, був АТСЕ Грац, які порушили цю серію в 1975 і 1978 роках.
На початку вісімдесятих років провідними гравцями стали Томас Цайн, фіни Перті Койвулахті, Сеппо Ахокайнен і Юкка Порварі, а також Рудольф Кеніг, Герберт Пек і Александер Садійна, норвежець Бйорн Скааре, канадець Едвард Леблер. В кінці вісімдесятих років команда не піднімалась вище 3 місця.
Формат австрійської лігі змінився на початку 90-х за рахунок укорочення останньої. В сезонах з 1991/92 по 1998/99 відповідно, команда виступала в Алпенлізі, до якої увійшли команди із Словенії і Італії. Тільки в сезоні 1997/98 «Клагенфурт» виграв цей турнір, обігравши в фінальній серії «Фельдкірх». В сезоні 1999/2000 виступають в з Інтерлізі (наступника Алпенлігі). Інтерлігу команда виграла в 2000 році, захистити титул вони не змогли, у зв'язку з реструктуризацією австрійської ліги. За команду грають такі гравці як Дітер Кальт, Томас Кох, воротар Герт Прохазка.
У сезоні 2004/05, команду очолив шведський тренер Матс Валтін. Через деякий час він вів до складу резервного воротаря Ганса Енцехофера, але не зміг через відсутність досвіду забезпечити позитивні результати, тому клуб був змушений знову стати активними на трансферному ринку. Під час локауту в НХЛ був залучений голкіпер Ванкувер Канакс, Дан Клутьє. Захусну ланку посилив Майк Сікленка. У регулярному сезоні команда посіла друге місце після клуба «Відень Кепіталс». Зустрілись вони і у фіналі, сильніше виявилась столична команда, яка здобула перемогу у серії 4:3.
Початок сезону 2005/06 команда провалила. Головний тренер Матс Валтін був замінений на Кевіна Прімо. В результаті «Клагенфурт» вперше в новому тисячолітті не досяг плей-оф.
У 2007 році, гравці команди — Маріо Шаден працює помічником головного тренера, а Джеральд Рессманн призначений тренером молодіжного складу. На зміну ветеренам, що закінчили виступи за команду, прийшли Джефф Торі, Кірк Фюрей, Джонатан Ейткен та нападники Ендрю Шнайдер і Ральф Інтрануово з Німецької хокейної лігі, також приєднався Майк Крейг з «Відень Кепіталс». Команда почала сезон погано, але в листопаді та грудні видала переможну серію. Зрештою у плей-оф «Клагенфурт» поступився в серії новачку ХК «Олімпія» Любляна. Разом з цим керівництву клубу оголосило про свій намір не продовжувати контракти з ветеранами команди Ендрю Вернером та капітаном команди Джеремі Ребеком.
В новому сезоні 2008/09 років, також відбуваються зміни в складі, воротар Ганс Енценхофер поступається своїм місцем в воротах Рене Светте, який прийшов з клубу ХК «Лустенау» і на початку сезону був в резерві. Крім того, з Німецької хокейної лігі прийшли Шон Браун і Джефф Шанц та Крістоф Бранднер. Команда домінувала в регулярному сезоні, закінчивши регулярний сезон на першому місці. У чвертьфіналі обіграли «Інсбрук» 4:2, у півфіналі в суху переграли команду з «Лінца» 4:0. У фіналі «Клагенфурт» зустрілися з торішніми чемпіонами «Ред Буллом», завершивши серію з семи матчів 5 квітня 2009 року перемогою на власній арені з рахунком 2:1 та в серії 4:3, здобувши 29 перемогу в чемпіонаті Австрії.
У наступному сезоні, попри те що склад команди залишився практично без змін, команда зайняла 7 місце в регулярному чемпіонаті і у чвертьфіналі проти «Ред Булла» з Зальцбургу поступилась в серії 3:4.
У сезоні 2010/11 років, був створений фарм-клуб на базі клубу з третього дивізіону Австрії ХК «Дорнбірн». У регулярному сезоні Ерсте банк ліга, клуб видавши серію в сімнадцять перемог (встановивши новий рекорд Ліги), закінчив регулярний сезон на першому місці. У фіналі команда програла «Ред Буллу» із Зальцбурга в овертаймі сьомий гри. Контракт з тренером Вівейросом був продовжений під час плей-оф.
Сезон 2011/12 років, команда закінчила регулярний чемпіонат на 4 місці. У чвертьфіналі обіграли «Ред Булл» в серії 4:2, у півфіналі перемогли «Медвещак» із Загребу 4:1 і лише у фіналі поступились «Лінцу» 1:4.
У 2019 та 2021 роках клуб здобув золоті нагороди, двічі поспіль у 2024 та 2025 роках фінішував другим.

## Досягнення
Австрійська хокейна ліга
- Чемпіон Австрії (32 рази): 1934, 1935, 1952, 1955, 1960, 1964, 1965, 1966, 1967, 1968, 1969, 1970, 1971, 1972, 1973, 1974, 1976, 1977, 1979, 1980, 1985, 1986, 1987, 1988, 1991, 2000, 2001, 2004, 2009, 2013, 2019, 2021.
- Срібний призер (16): 1959, 1961, 1978, 1982, 1983, 1990, 1996, 1997, 1998, 1999, 2005, 2011, 2012, 2017, 2024, 2025.
- Бронзовий призер (5): 1962, 1963, 1975, 2002, 2023.

Фіналіст Кубка європейських чемпіонів — 1969 року.
Чемпіон Інтерліги — 2000 року.
Срібний призер Алпенлігі — 1998 року.

## Відомі гравці
| - Томас Пек - Дітер Кальт-старший - Ренке Еггер - Рудольф Кеніг - Девід Емма - Карл Прегль - Адольф «Едді» Тамбелліні - Штефан Нільссон | - Дан Клутьє - Роберт Мак - Дмитро Квартальнов - Крег Нінгаус - Зепп Пушинг - Адельберт Сент Джон - Міхал Півонька |